# ФК Форталеса
Форталеса (на испански: Fortaleza) е колумбийски футболен отбор от Сипакира, департамент Кундинамарка. Основан е на 11 ноември 2010 г. и е най-младият отбор в колумбийската първа дивизия.

## История
След основаването си отборът взима лиценза лиценза за Категория Примера Б на намиращия се във финансова криза Атлетико Хувентуд. През 2013 г. печели турнира Финалисасион и се класира за финалния мач, определящ шампиона на втора дивизия. Там губи с общ резултат 3:1 срещу Униаутонома, но като вицешампион има правото да играе бараж за влизане в Категория примера А срещу предпоследния в специално изготвеното класиране на отборите от Категория Примера А, определящо изпадащите отбори - Кукута Депортиво. Форталеса надделява с общ резултат 2:1.

## Успехи
Национални
- Категория Примера Б:
  - Вицеампион (1): 2013